# Мюзьо, Кристин
Кристин Кармен Мари Мюзьо (фр. Christine Carmen Marie Muzio, р.10 мая 1951) — французская фехтовальщица-рапиристка, олимпийская чемпионка.

## Биография
Родилась в 1951 году в Крейе. В 1976 году завоевала серебряную медаль Олимпийских игр в Монреале в командном первенстве. В 1980 году стала чемпионкой Олимпийских игр в Москве в командном первенстве.